# Jarrod Bowen
Jarrod Bowen (Leominster, 20 dicembre 1996) è un calciatore inglese, attaccante o ala del West Ham Utd, del quale è capitano, e della nazionale inglese, con cui è stato vicecampione d'Europa nel 2024.

## Caratteristiche tecniche
Si tratta di un giocatore offensivo che in carriera ha reso bene come ala destra e anche come prima punta da falso numero nove che crea spazi e non da punti di riferimento. Le sue migliori qualità sono la velocità, il dribbling e la finalizzazione con entrambi i piedi.

## Carriera

### Club

#### Hereford
Calcisticamente cresciuto nel settore giovanile dell'Hereford, è stato aggregato alla prima squadra durante la stagione 2013-2014. Il 22 marzo 2014 ha fatto il suo esordio con i Bulls, nella partita di National League (quinta divisione inglese) persa per 0-2 sul campo del Barnet, mentre il mese successivo ha segnato il suo primo gol in carriera, nella vittoria per 3-2 contro l'Alfreton ad Edgar Street.

#### Hull City
L'8 luglio 2014 è stato acquistato dall'Hull City, che inizialmente lo ha inviato nel suo settore giovanile per ricevere ulteriore allenamento.
Ha fatto il suo esordio con i Tigers quasi due anni più tardi, il 23 agosto 2016, nella partita di Football League Cup vinta per 3-1 sul campo dell'Exeter. Il 29 ottobre ha debuttato anche in Premier League (massima divisione inglese), nella sconfitta per 0-1 contro il Watford.
Al termine della stagione 2016-2017 l'Hull City è retrocesso in Football League Championship (seconda divisione inglese) e ciò ha permesso a Bowen di entrare in pianta stabile in prima squadra. Il 5 agosto 2017 ha segnato il suo primo gol con i Tigers, nella giornata di apertura del campionato pareggiata per 1-1 sul campo dell'Aston Villa; ha chiuso l'annata con 14 reti in 42 presenze.

#### West Ham
Il 31 gennaio 2020 è stato acquistato dal West Ham per circa 25 milioni di euro. Ha fatto il suo esordio con la nuova maglia il 19 febbraio, nella partita di Premier League persa per 0-2 contro il Manchester City di Guardiola, mentre dieci giorni più tardi ha segnato il suo primo gol con gli Hammers, nella vittoria per 3-1 contro il Southampton al London Stadium.
Segna il gol decisivo del 2-1 nella finale di Europa Conference League contro la Fiorentina che permette al club inglese di vincere il terzo trofeo internazionale della sua storia, inoltre grazie alla sua prestazione in finale ha ricevuto il premio di Player of the Match.

### Nazionale
Il 24 maggio 2022 riceve la sua prima convocazione in nazionale maggiore, con cui esordisce il 4 giugno seguente nella sconfitta per 1-0 in Nations League contro l'Ungheria.
Il 17 novembre 2024 realizza la sua prima rete con la massima selezione inglese nel successo per 5-0 in Nations League contro l'Irlanda.

## Statistiche

### Presenze e reti nei club
Statistiche aggiornate al 24 agosto 2024.
| Stagione            | Squadra             | Campionato          | Campionato | Campionato | Coppe nazionali | Coppe nazionali | Coppe nazionali | Coppe continentali | Coppe continentali | Coppe continentali | Altre coppe | Altre coppe | Altre coppe | Totale | Totale |
| Stagione            | Squadra             | Comp                | Pres       | Reti       | Comp            | Pres            | Reti            | Comp               | Pres               | Reti               | Comp        | Pres        | Reti        | Pres   | Reti   |
| ------------------- | ------------------- | ------------------- | ---------- | ---------- | --------------- | --------------- | --------------- | ------------------ | ------------------ | ------------------ | ----------- | ----------- | ----------- | ------ | ------ |
| 2013-2014           | Hereford            | CP                  | 8          | 1          | FACup           | 0               | 0               | -                  | -                  | -                  | -           | -           | -           | 8      | 1      |
| 2014-2015           | Hull City           | PL                  | 0          | 0          | FACup+CdL       | 0+0             | 0               | -                  | -                  | -                  | -           | -           | -           | 0      | 0      |
| 2015-2016           | Hull City           | FLC                 | 0          | 0          | FACup+CdL       | 0+0             | 0               | -                  | -                  | -                  | -           | -           | -           | 0      | 0      |
| 2016-2017           | Hull City           | PL                  | 7          | 0          | FACup+CdL       | 0+2             | 0               | -                  | -                  | -                  | -           | -           | -           | 9      | 0      |
| 2017-2018           | Hull City           | FLC                 | 42         | 14         | FACup+CdL       | 2+0             | 1               | -                  | -                  | -                  | -           | -           | -           | 44     | 15     |
| 2018-2019           | Hull City           | FLC                 | 46         | 22         | FACup+CdL       | 0+0             | 0               | -                  | -                  | -                  | -           | -           | -           | 46     | 22     |
| 2019-gen. 2020      | Hull City           | FLC                 | 29         | 16         | FACup+CdL       | 2+1             | 0+1             | -                  | -                  | -                  | -           | -           | -           | 32     | 17     |
| Totale Hull City    | Totale Hull City    | Totale Hull City    | 124        | 52         |                 | 7               | 2               |                    | -                  | -                  |             | -           | -           | 131    | 54     |
| gen.-giu. 2020      | West Ham Utd        | PL                  | 13         | 1          | FACup+CdL       | 0+0             | 0               | -                  | -                  | -                  | -           | -           | -           | 13     | 1      |
| 2020-2021           | West Ham Utd        | PL                  | 38         | 8          | FACup+CdL       | 2+0             | 0               | -                  | -                  | -                  | -           | -           | -           | 40     | 8      |
| 2021-2022           | West Ham Utd        | PL                  | 36         | 12         | FACup+CdL       | 3+3             | 2+1             | UEL                | 9                  | 3                  | -           | -           | -           | 51     | 18     |
| 2022-2023           | West Ham Utd        | PL                  | 38         | 6          | FACup+CdL       | 3+1             | 1+0             | UECL               | 12                 | 6                  | -           | -           | -           | 54     | 13     |
| 2023-2024           | West Ham Utd        | PL                  | 34         | 16         | FACup+CdL       | 1+2             | 1+2             | UEL                | 7                  | 1                  | -           | -           | -           | 44     | 20     |
| 2024-2025           | West Ham Utd        | PL                  | 18         | 5          | FACup+CdL       | 1               | 1               | -                  | -                  | -                  | -           | -           | -           | 19     | 6      |
| Totale West Ham Utd | Totale West Ham Utd | Totale West Ham Utd | 177        | 49         |                 | 16              | 8               |                    | 27                 | 10                 |             | -           | -           | 281    | 67     |
| Totale carriera     | Totale carriera     | Totale carriera     | 309        | 101        |                 | 23              | 10              |                    | 27                 | 10                 |             | -           | -           | 370    | 121    |

### Cronologia presenze e reti in nazionale
| Cronologia completa delle presenze e delle reti in nazionale ― Inghilterra | Cronologia completa delle presenze e delle reti in nazionale ― Inghilterra | Cronologia completa delle presenze e delle reti in nazionale ― Inghilterra | Cronologia completa delle presenze e delle reti in nazionale ― Inghilterra | Cronologia completa delle presenze e delle reti in nazionale ― Inghilterra | Cronologia completa delle presenze e delle reti in nazionale ― Inghilterra | Cronologia completa delle presenze e delle reti in nazionale ― Inghilterra | Cronologia completa delle presenze e delle reti in nazionale ― Inghilterra |
| Data                                                                       | Città                                                                      | In casa                                                                    | Risultato                                                                  | Ospiti                                                                     | Competizione                                                               | Reti                                                                       | Note                                                                       |
| -------------------------------------------------------------------------- | -------------------------------------------------------------------------- | -------------------------------------------------------------------------- | -------------------------------------------------------------------------- | -------------------------------------------------------------------------- | -------------------------------------------------------------------------- | -------------------------------------------------------------------------- | -------------------------------------------------------------------------- |
| 4-6-2022                                                                   | Budapest                                                                   | Ungheria                                                                   | 1 – 0                                                                      | Inghilterra                                                                | UEFA Nations League 2022-2023 - 1º turno                                   | -                                                                          |                                                                            |
| 7-6-2022                                                                   | Monaco di Baviera                                                          | Germania                                                                   | 1 – 1                                                                      | Inghilterra                                                                | UEFA Nations League 2022-2023 - 1º turno                                   | -                                                                          | 80’                                                                        |
| 11-6-2022                                                                  | Wolverhampton                                                              | Inghilterra                                                                | 0 – 0                                                                      | Italia                                                                     | UEFA Nations League 2022-2023 - 1º turno                                   | -                                                                          | 66’                                                                        |
| 14-6-2022                                                                  | Wolverhampton                                                              | Inghilterra                                                                | 0 – 4                                                                      | Ungheria                                                                   | UEFA Nations League 2022-2023 - 1º turno                                   | -                                                                          | 46’                                                                        |
| 13-10-2023                                                                 | Londra                                                                     | Inghilterra                                                                | 1 – 0                                                                      | Australia                                                                  | Amichevole                                                                 | -                                                                          |                                                                            |
| 23-3-2024                                                                  | Londra                                                                     | Inghilterra                                                                | 0 – 1                                                                      | Brasile                                                                    | Amichevole                                                                 | -                                                                          | 67’                                                                        |
| 26-3-2024                                                                  | Londra                                                                     | Inghilterra                                                                | 2 – 2                                                                      | Belgio                                                                     | Amichevole                                                                 | -                                                                          | 80’                                                                        |
| 3-6-2024                                                                   | Newcastle upon Tyne                                                        | Inghilterra                                                                | 3 – 0                                                                      | Bosnia ed Erzegovina                                                       | Amichevole                                                                 | -                                                                          |                                                                            |
| 16-6-2024                                                                  | Gelsenkirchen                                                              | Serbia                                                                     | 0 – 1                                                                      | Inghilterra                                                                | Euro 2024 - 1º turno                                                       | -                                                                          | 76’                                                                        |
| 20-6-2024                                                                  | Francoforte sul Meno                                                       | Danimarca                                                                  | 1 – 1                                                                      | Inghilterra                                                                | Euro 2024 - 1º turno                                                       | -                                                                          | 69’                                                                        |
| 7-9-2024                                                                   | Dublino                                                                    | Irlanda                                                                    | 0 – 2                                                                      | Inghilterra                                                                | UEFA Nations League 2024-2025 - 1º turno                                   | -                                                                          | 84’                                                                        |
| 10-9-2024                                                                  | Londra                                                                     | Inghilterra                                                                | 2 – 0                                                                      | Finlandia                                                                  | UEFA Nations League 2024-2025 - 1º turno                                   | -                                                                          | 79’                                                                        |
| 14-11-2024                                                                 | Atene                                                                      | Grecia                                                                     | 0 – 3                                                                      | Inghilterra                                                                | UEFA Nations League 2024-2025 - 1º turno                                   | -                                                                          | 66’                                                                        |
| 17-11-2024                                                                 | Londra                                                                     | Inghilterra                                                                | 5 – 0                                                                      | Irlanda                                                                    | UEFA Nations League 2024-2025 - 1º turno                                   | 1                                                                          | 75’                                                                        |
| 21-3-2025                                                                  | Londra                                                                     | Inghilterra                                                                | 2 – 0                                                                      | Albania                                                                    | Qual. Mondiali 2026                                                        | -                                                                          | 74’                                                                        |
| 24-3-2025                                                                  | Londra                                                                     | Inghilterra                                                                | 3 – 0                                                                      | Lettonia                                                                   | Qual. Mondiali 2026                                                        | -                                                                          | 61’                                                                        |
| Totale                                                                     |                                                                            | Presenze                                                                   | 16                                                                         |                                                                            | Reti                                                                       | 1                                                                          |                                                                            |

## Palmarès

### Club
- UEFA Conference League: 1

West Ham: 2022-2023

### Individuale
- Squadra della stagione della UEFA Europa Conference League: 1

2022-2023